# Prémio do Cinema Europeu de melhor argumentista
O Prémio do Cinema Europeu de melhor argumentista (Portugal) ou roteirista (Brasil) (em inglês:  European Film Award for Best Script ou for Best Screenwriter) é um prémio cinematográfico concedido anualmente, desde 1988, pela Academia de Cinema Europeu.
A cor de fundo       indica os vencedores.

## Década de 1980
| Ano  | Argumentista/Roteirista                            | Filme                        | Título no Brasil    | Título em Portugal               |
| ---- | -------------------------------------------------- | ---------------------------- | ------------------- | -------------------------------- |
| 1988 | Louis Malle                                        | Au revoir les enfants        | Adeus, Meninos      | Adeus, Rapazes                   |
| 1988 | Terence Davies                                     | Distant Voices, Still Lives  | Vozes Distantes     | Vozes Distantes, Vidas Suspensas |
| 1988 | Wolfgang Held                                      | Einer trage des anderen Last |                     |                                  |
| 1988 | Daniele Luchetti Franco Bervini Angelo Pasquini    | Domani accadrà               |                     |                                  |
| 1988 | Manoel de Oliveira                                 | Os Canibais                  | Os Canibais         | Os Canibais                      |
| 1989 | Maria Khmelik                                      | Malenkaja Vera               |                     |                                  |
| 1989 | Theo Angelopoulos Tonino Guerra Thanassis Valtinos | Topio stin omichli           | Paisagem na Neblina |                                  |
| 1989 | Géza Bereményi                                     | Eldorádó                     |                     |                                  |
| 1989 | Þráinn Bertelsson                                  | Magnús                       |                     |                                  |
| 1989 | Maciej Dejczer Cezary Harasimowicz                 | 300 mil do nieba             |                     | A 300 Milhas do Céu              |

## Década de 1990
| Ano                                        | Argumentista/Roteirista                           | Filme                                   | Título no Brasil                    | Título em Portugal               |
| ------------------------------------------ | ------------------------------------------------- | --------------------------------------- | ----------------------------------- | -------------------------------- |
| 1990                                       | Vitaly Kanevsky                                   | Zamri, umri, voskresni!                 | Não Se Mova, Morra, Ressuscite      | Não Te Mexas, Morre e Ressuscita |
| 1990                                       | Ryszard Bugajski Janusz Dymek                     | Przesłuchanie                           |                                     | Interrogatório                   |
| 1990                                       | Madeleine Gustafsson Suzanne Osten Etienne Glaser | Skyddsängeln                            |                                     |                                  |
| 1991                                       | Jaco Van Dormael                                  | Toto le héros                           | Um Homem com Duas Vidas             | Totó, o Herói                    |
| 1992                                       | István Szabó                                      | Édes Emma, drága Böbe - vázlatok, aktok |                                     | Queridas Amigas                  |
| De 1993 a 1995 o prémio não foi concedido. |                                                   |                                         |                                     |                                  |
| 1996                                       | Arif Aliev Sergei Bodrov Boris Giller             | Kavkazskiy plennik                      |                                     |                                  |
| 1997                                       | Alain Berliner Chris Vander Stappen               | Ma vie en rose                          | Minha Vida em Cor-de-Rosa           |                                  |
| 1997                                       | Ademir Kenović Abdulah Sidran                     | Savršeni krug                           |                                     |                                  |
| 1997                                       | Andrei Kurkov                                     | Priyatel Pokoynika                      |                                     |                                  |
| 1998                                       | Peter Howitt                                      | Sliding Doors                           | De Caso com o Acaso                 | Instantes Decisivos              |
| 1998                                       | Agnès Jaoui Jean-Pierre Bacri                     | On connaît la chanson                   | Amores Parisienses                  | É Sempre a Mesma Cantiga         |
| 1998                                       | Lars von Trier                                    | Idioterne                               | Os Idiotas                          | Os Idiotas                       |
| 1998                                       | Alex van Warmerdam                                | Kleine Teun                             | O Pequeno Tony                      |                                  |
| 1999                                       | István Szabó Israel Horovitz                      | Sunshine                                | Sunshine - O Despertar de um Século | Sunshine                         |
| 1999                                       | Saša Gedeon                                       | Návrat idiota                           |                                     |                                  |
| 1999                                       | Ayub Khan-Din                                     | East Is East                            |                                     | Tradição É Tradição              |

## Década de 2000
| Ano  | Argumentista/Roteirista                                                                       | Filme                               | Título no Brasil             | Título em Portugal                                |
| ---- | --------------------------------------------------------------------------------------------- | ----------------------------------- | ---------------------------- | ------------------------------------------------- |
| 2000 | Agnès Jaoui Jean-Pierre Bacri                                                                 | Le Goût des autres                  | O Gosto dos Outros           | O Gosto dos Outros                                |
| 2000 | Rafael Azcona                                                                                 | La lengua de las mariposas          | A Língua das Mariposas       |                                                   |
| 2000 | Irakli Kvirikadze Maria Svereva Nana Djordjadze                                               | 27 Missing Kisses                   |                              |                                                   |
| 2000 | Wolfgang Kohlhaase                                                                            | Die Stille nach dem Schuss          |                              |                                                   |
| 2000 | Doriana Leondeff Silvio Soldini                                                               | Pane e tulipani                     | Pão e Tulipas                | Pão e Tulipas                                     |
| 2000 | Dominik Moll Gilles Marchand                                                                  | Harry, un ami qui vous veut du bien | Harry Chegou Para Ajudar     | Harry, um Amigo Ao Seu Dispor                     |
| 2001 | Danis Tanović                                                                                 | No Man's Land                       |                              |                                                   |
| 2001 | Laurent Cantet Robin Campillo                                                                 | L'Emploi du temps                   | A Agenda                     | O Emprego do Tempo                                |
| 2001 | Michael Haneke                                                                                | La Pianiste                         | A Professora de Piano        | A Pianista                                        |
| 2001 | Achero Mañas                                                                                  | El Bola                             |                              |                                                   |
| 2001 | Jean-Louis Milesi Robert Guédiguian                                                           | La ville est tranquille             | A Cidade Está Tranqüila      |                                                   |
| 2001 | Ettore Scola Silvia Scola Giacomo Scarpelli Furio Scarpelli                                   | Concorrenza sleale                  | Concorrência Desleal         | Concorrência Desleal                              |
| 2002 | Pedro Almodóvar                                                                               | Hable con ella                      | Fale com ela                 | Fala com ela                                      |
| 2002 | Tonino Benacquista Jacques Audiard                                                            | Sur mes lèvres                      |                              | Nos meus lábios                                   |
| 2002 | Paul Greengrass                                                                               | Bloody Sunday                       | Domingo Sangrento            | Domingo Sangrento                                 |
| 2002 | Aki Kaurismäki                                                                                | Mies vailla menneisyyttä            | O Homem Sem Passado          | O Homem Sem Passado                               |
| 2002 | Krzysztof Kieślowski Krzysztof Piesiewicz                                                     | Heaven                              | Paraíso                      | Heaven - Por Amor                                 |
| 2002 | Paul Laverty                                                                                  | Sweet Sixteen                       |                              |                                                   |
| 2002 | François Ozon                                                                                 | 8 Femmes                            | 8 Mulheres                   | 8 Mulheres                                        |
| 2003 | Bernd Lichtenberg                                                                             | Good Bye, Lenin!                    | Adeus, Lenin!                | Adeus, Lenine!                                    |
| 2003 | Steven Knight                                                                                 | Dirty Pretty Things                 | Coisas Belas e Sujas         | Estranhos de Passagem                             |
| 2003 | Dušan Kovačević                                                                               | Profesionalac                       |                              |                                                   |
| 2003 | Hanif Kureishi                                                                                | The Mother                          | Recomeçar                    | A Mãe                                             |
| 2003 | Sandro Petraglia Stefano Rulli                                                                | La meglio gioventù                  | O Melhor da Juventude        | A Melhor Juventude                                |
| 2003 | Lars von Trier                                                                                | Dogville                            | Dogville                     | Dogville                                          |
| 2004 | Agnès Jaoui Jean-Pierre Bacri                                                                 | Comme une image                     | Questão de Imagem            | Olhem para Mim                                    |
| 2004 | Fatih Akın                                                                                    | Gegen die Wand                      | Contra a Parede              | Head On - A Esposa Turca                          |
| 2004 | Pedro Almodóvar                                                                               | La mala educación                   | Má Educação                  | Má Educação                                       |
| 2004 | Alejandro Amenábar Mateo Gil                                                                  | Mar adentro                         | Mar Adentro                  | Mar Adentro                                       |
| 2004 | / Jean-Luc Godard                                                                             | Notre musique                       | Nossa Música                 | A Nossa Música                                    |
| 2004 | Paul Laverty                                                                                  | Ae Fond Kiss...                     | Apenas um Beijo              |                                                   |
| 2005 | / Hany Abu-Assad Bero Beyer                                                                   | Paradise Now                        | Paradise Now                 | O Paraíso, Agora!                                 |
| 2005 | Mark O'Halloran                                                                               | Adam & Paul                         |                              |                                                   |
| 2005 | Michael Haneke                                                                                | Caché                               | Caché                        | Nada a Esconder                                   |
| 2005 | Anders Thomas Jensen                                                                          | Adams æbler e Brødre                | Entre o Bem e o Mau e        |                                                   |
| 2005 | Dani Levy Holger Franke                                                                       | Alles auf Zucker!                   | Todos Contra Zucker!         |                                                   |
| 2005 | Cristi Puiu Răzvan Rădulescu                                                                  | Moartea domnului Lăzărescu          |                              |                                                   |
| 2006 | Florian Henckel von Donnersmarck                                                              | Das Leben der Anderen               | A Vida dos Outros            | As Vidas dos Outros                               |
| 2006 | Pedro Almodóvar                                                                               | Volver                              | Volver                       | Volver - Voltar                                   |
| 2006 | Paul Laverty                                                                                  | The Wind That Shakes the Barley     | Ventos da Liberdade          | Brisa de Mudança                                  |
| 2006 | Corneliu Porumboiu                                                                            | A fost sau n-a fost?                | 12:08 Leste de Bucareste     | 12:08 a Este de Bucareste                         |
| 2007 | Fatih Akın                                                                                    | Auf der anderen Seite               | Do Outro Lado                | Do Outro Lado                                     |
| 2007 | Eran Kolirin                                                                                  | Bikur Ha-Tizmoret                   | A Banda                      | A Visita da Banda                                 |
| 2007 | Peter Morgan                                                                                  | The Queen                           | A Rainha                     | A Rainha                                          |
| 2007 | Cristian Mungiu                                                                               | 4 luni, 3 săptămâni şi 2 zile       | 4 Meses, 3 Semanas e 2 Dias  | 4 Meses, 3 Semanas e 2 Dias                       |
| 2008 | Maurizio Braucci Ugo Chiti Gianni Di Gregorio Matteo Garrone Massimo Gaudioso Roberto Saviano | Gomorra                             | Gomorra                      | Gomorra                                           |
| 2008 | Suha Arraf Eran Riklis                                                                        | Etz Limon                           |                              |                                                   |
| 2008 | Ari Folman                                                                                    | Waltz with Bashir                   | Valsa com Bashir             | Valsa com Bashir                                  |
| 2008 | Paolo Sorrentino                                                                              | Il Divo                             | O Divo                       | Il Divo - A Vida Espectacular de Giulio Andreotti |
| 2009 | Michael Haneke                                                                                | Das weiße Band                      | A Fita Branca                | O Laço Branco                                     |
| 2009 | Jacques Audiard Thomas Bidegain Abdel Raouf Dafri Nicolas Peufaillit                          | Un prophète                         | O Profeta                    | Um Profeta                                        |
| 2009 | Simon Beaufoy                                                                                 | Slumdog Millionaire                 | Quem Quer Ser um Milionário? | Quem Quer Ser Bilionário?                         |
| 2009 | Gianni Di Gregorio                                                                            | Pranzo di ferragosto                | Almoço em Agosto             | Almoço de 15 de Agosto                            |

## Década de 2010
| Ano  | Argumentista/Roteirista                | Filme                                              | Título no Brasil                                        | Título em Portugal                                 |
| ---- | -------------------------------------- | -------------------------------------------------- | ------------------------------------------------------- | -------------------------------------------------- |
| 2010 | Robert Harris Roman Polański           | The Ghost Writer                                   | O Escritor Fantasma                                     | O Escritor Fantasma                                |
| 2010 | Jorge Guerricaechevarría Daniel Monzón | Celda 211                                          | Cela 211                                                | Cela 211                                           |
| 2010 | Samuel Maoz                            | Lebanon                                            | Líbano                                                  | Líbano                                             |
| 2010 | Radu Mihaileanu                        | Le concert                                         | O Concerto                                              | O Concerto                                         |
| 2011 | Jean-Pierre Dardenne Luc Dardenne      | Le Gamin au vélo                                   | O Garoto de Bicicleta                                   | O Miúdo da Bicicleta                               |
| 2011 | Anders Thomas Jensen                   | Hævnen                                             | Em Um Mundo Melhor                                      | Num Mundo Melhor                                   |
| 2011 | Aki Kaurismäki                         | Le Havre                                           | O Porto                                                 | Le Havre                                           |
| 2011 | Lars von Trier                         | Melancholia                                        | Melancolia                                              | Melancolia                                         |
| 2012 | Tobias Lindholm Thomas Vinterberg      | Jagten                                             | A Caça                                                  | The Hunt - A Caça                                  |
| 2012 | Michael Haneke                         | Amour                                              | Amor                                                    | Amor                                               |
| 2012 | Cristian Mungiu                        | După dealuri                                       | Além das Montanhas                                      | Para Lá das Colinas                                |
| 2012 | Olivier Nakache Éric Toledano          | Intouchables                                       | Intocáveis                                              | Amigos Improváveis                                 |
| 2012 | Roman Polański Yasmina Reza            | Carnage                                            | Deus da Carnificina                                     | O Deus da Carnificina                              |
| 2013 | François Ozon                          | Dans la maison                                     | Dentro da Casa                                          | Dentro de Casa                                     |
| 2013 | Tom Stoppard                           | Anna Karenina                                      | Anna Karenina                                           | Anna Karenina                                      |
| 2013 | Giuseppe Tornatore                     | La migliore offerta                                | O Melhor Lance                                          | A Melhor Oferta                                    |
| 2013 | Carl Joos Felix Van Groeningen         | The Broken Circle Breakdown                        | Alabama Monroe                                          | Ciclo Interrompido                                 |
| 2013 | Paolo Sorrentino Umberto Contarello    | La grande bellezza                                 | A Grande Beleza                                         | A Grande Beleza                                    |
| 2014 | / Paweł Pawlikowski Rebecca Lenkiewicz | Ida                                                | Ida                                                     | Ida                                                |
| 2014 | Ebru Ceylan Nuri Bilge Ceylan          | Kış Uykusu                                         | Winter Sleep                                            | Sono de Inverno                                    |
| 2014 | Jean-Pierre Dardenne Luc Dardenne      | Deux jours, une nuit                               | Dois Dias, Uma Noite                                    | Dois Dias, Uma Noite                               |
| 2014 | Steven Knight                          | Locke                                              |                                                         | Locke                                              |
| 2014 | Oleg Negin Andrey Zvyagintsev          | Leviafan                                           | Leviatã                                                 | Leviatã                                            |
| 2015 | Yorgos Lanthimos Efthimis Filippou     | The Lobster                                        |                                                         |                                                    |
| 2015 | Radu Jude Florin Lazarescu             | Aferim!                                            |                                                         |                                                    |
| 2015 | Alex Garland                           | Ex Machina                                         | Ex Machina: Instinto Artificial                         | Ex Machina                                         |
| 2015 | Andrew Haigh                           | 45 Years                                           | 45 Anos                                                 | 45 Anos                                            |
| 2015 | Roy Andersson                          | En duva satt på en gren och funderade på tillvaron | Um Pombo Pousou num Galho Refletindo sobre a Existência | Um Pombo Pousou num Ramo a Reflectir na Existência |
| 2015 | Paolo Sorrentino                       | Youth                                              |                                                         | A Juventude                                        |